# 1636 w polityce

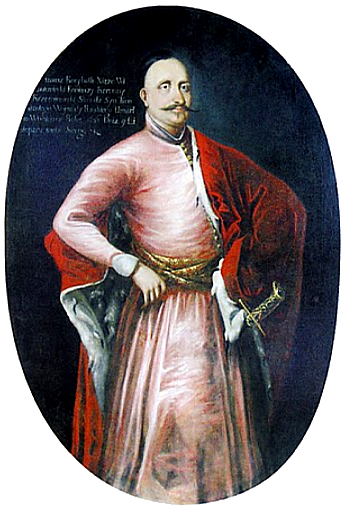
Janusz Wiśniowiecki

Wydarzenia polityczne w 1636 roku.

## Zmarli
- 9 listopada Janusz Wiśniowiecki, polski książę[1].